# Hanja Maij-Weggen
Johanna Rika Hermanna (Hanja) Maij-Weggen (Klazienaveen, 29 de dezembro de 1943) é uma política neerlandesa, pelo partido do Apelo Cristão-Democrático (CDA).
De 1989 até 1994 foi Ministra dos Transportes e dos Recursos Hídricos no terceiro gabinete do primeiro-ministro Ruud Lubbers. De 2003 até 2009 foi Comissária da Rainha na província de Brabante do Norte

## Vida e carreira
Hanja Maij-Weggen nasceu em Klazienaveen, Drente, Países Baixos. Após um treinamento teórico e prático em Enfermagem de 1962 até 1965, Maij-Weggen estudou Pedagogia e História da Arte na Universidade de Amsterdã até 1971.
Em 1967, ela começou a trabalhar como professora em saúde nas cidades de Amstelveen e Apeldoorn.
Em 1979, sua carreira política começou, quando ela tornou-se um membro do Parlamento Europeu.
Em 1989, ela deixou temporariamente o Parlamento Europeu para tornar-se ministra neerlandesa dos transportes e recursos hídricos. Quatro anos depois, ela retornou ao Parlamento Europeu. Ela permaneceu lá até outubro de 2003, quando se tornou Comissária da Rainha na província de Brabante do Norte.